# The Walk: Живот на ръба
„Живот на ръба“ (на английски: The Walk), изтестен още като „The Walk: Живот на ръба“, е американски филм от 2015 г. на режисьора Робърт Земекис. Разказва историята на Филип Пети, който на 7 август 1974 г. ходи по въже без предпазни мерки, опънато между Кулите Близнаци на Световния търговски център в Ню Йорк. Снимките на филма започват на 26 май 2014 г. в Монреал и приключват на 6 август 2014 г. Филмът е представен за първи път на 26 септември 2015 г. като част от Нюйоркския филмов фестивал. Главната роля и изиграна от Джоузеф Гордън-Левит, който изцяло се отдава на ролята, като даже се учи да ходи на въже, а негов учител се явява самия Филип Пети.